# 領知朱印状
領知朱印状（りょうちしゅいんじょう）とは、江戸時代において将軍が公家・武家・寺社の所領を確定させる際に発給する朱印状のことである。

## 概要
徳川家康・秀忠の時代には黒印状で所領安堵が行われる事例があるなど書式が不定であったが、徳川家綱の時代に所領に関する書札礼が確立されるようになる。
家綱の時代に行われた寛文印知以後は将軍の代替わりの際に出されるのが慣例となり、これを継目安堵（つぎめあんど）と称した。それ以外にも所領の安堵・寄進・加増・転封・村替など所領の内容に変更が生じた際に発給された。
宛所の官位・石高、本末関係などによって書式・書止文言・宛所位置・敬語などの程度の差を設けた書札礼が確立され、大名では四位以上もしくは10万石以上、公家では五摂家・宮家・摂関家及び清華家・大臣家・従一位の公家、日光東照宮・久能山東照宮・門跡及びこれに准じる寺社に対しては朱印状より格が高い領知判物による安堵が行われた。
用紙・上包は大高檀紙が用いられるのを例とし、五位以上には竪紙、それ以下には折紙を用い、更に黒印状によって出される場合もある。
上包は縦上下折として宛所を下に記すが、別当寺がある神社に宛てる場合には、真ん中に神社名、下部に別当寺名を記すことになっていた。